# ᱁
Cette page contient des caractères spéciaux ou non latins. S’ils s’affichent mal (▯, ?, etc.), consultez la page d’aide Unicode.
᱁ est un chiffre de l’alphasyllabaire lepcha équivalent au 1 en chiffres arabes.

## Représentations informatiques
| Représentation | Chaînes de caractères | Points de code | Descriptions      |
| -------------- | --------------------- | -------------- | ----------------- |
| ᱁              | ᱁                     | U+1C41         | Chiffre lepcha un |